# Гроші Монді
Гроші Монді, Монді сет  (англ. Maundy money, Royal Maundy, m [ˈ] ( прослухати), m [ˈ] ( прослухати)) — монети Великої Британії, що випускаються спеціально для роздачі монархом на релігійній церемонії у Великий четвер.

## Історія церемонії

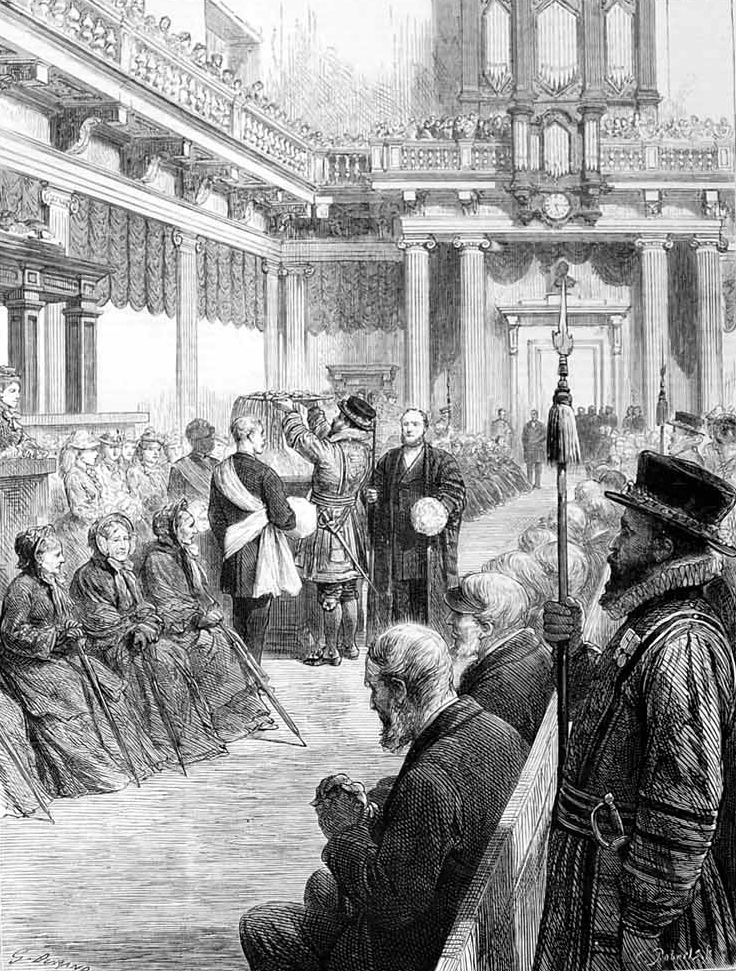
Королівська церемонія в 1877 році

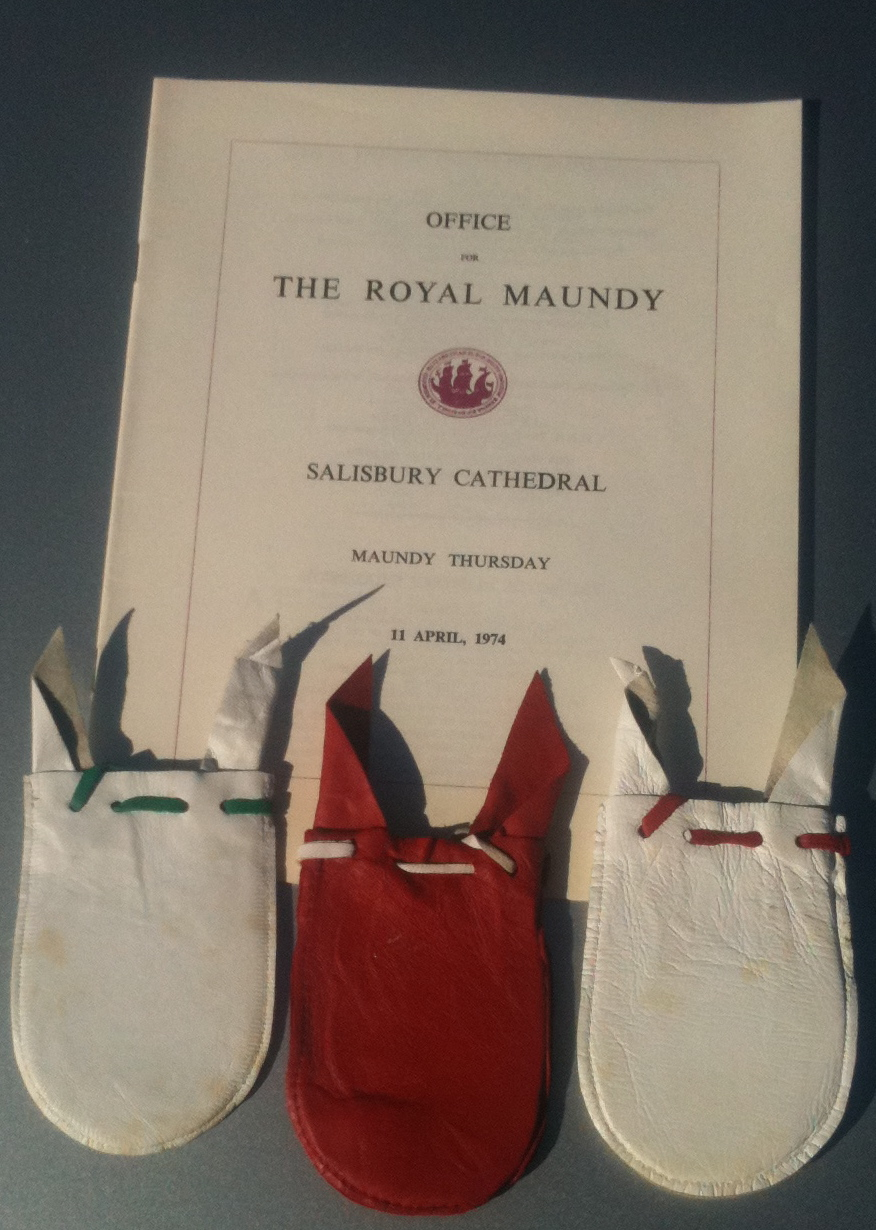
Гаманці для монет Монді

Королівська церемонія на Великий четвер, званий англійською Maundy Thursday — давня традиція, походження якої пов'язано з подіями, описаними в Євангелії від Іоанна (Ін 13): Церемонія  миття ніг бідним, що супроводжується даруванням їжі та одягу, згадується з IV століття. В Англії традиція з'явилася в VI столітті завдяки  Святому Августину. Починаючи з  Едуарда II церемонія виконувалася особисто монархом.  Генріх IV почав практику зв'язку числа одержувачів подарунків із віком суверена.
Семюель Пепіс прокоментував в 1667 році: «але Король ( Карл II) не вимивав бідні народні ноги самостійно, а Єпископ Лондона робив це за нього».  Яків II, як вважають, був останнім британським монархом, які виконували омивання ніг бідним особисто. Люди, яким будуть роздавати королівські подарунки, вибираються не випадково, відбір одержувачів подарунків у віці суверена проводиться по всій країні. Спочатку одержувачі милостині були такої ж статі, як і монарх, але пізніше це обмеження скасували. У XVIII столітті акт миття ніг бідних був припинений, подарунки у вигляді їжі і одягу замінено грошима.
На щорічній церемонії монарх вручає кожному одержувачу два маленьких шкіряних гаманці. Один з них, червоний, містить монети звичайного карбування — гроші замість продовольства і одягу; інший, білий гаманець, містить срібні монети Монді.
Церемонія спочатку відбувалася в каплиці у королівському палаці Вайтхолл, потім — у  Вестмінстерському абатстві. У 1955 році церемонію було проведено у Саутваркському соборі, і потім проводиться по черзі у Вестмінстерському Абатстві і в інших соборах.

## Монети

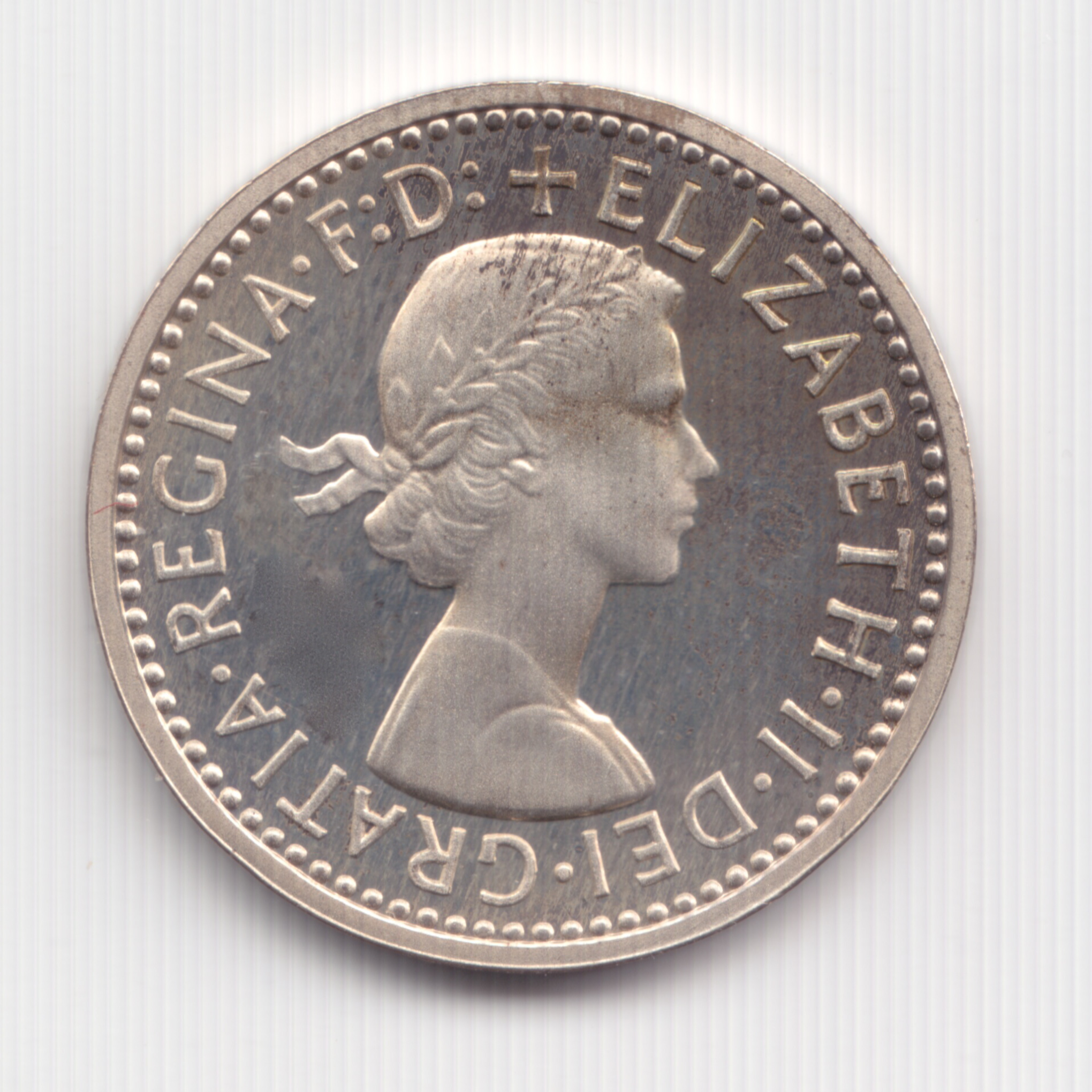
Аверс монет Монді Єлизавети II

Спочатку для подарунків Монді використовувалися срібні пенні звичайного карбування. Карбування спеціальних монет Монді почалася в царювання Карла II у 1662 році, рік карбування на монетах не вказувався. Монети карбувалися номіналом у чотири пенси, три пенси, два пенси і один пенні. З 1670 року на монетах Монді вказується рік карбування .
Білий гаманець з срібними монетами Монді містить суму в пенсах, рівну віку суверена.
Монети Монді залишилися майже в такій самій формі, як і в 1670 році. Монети, які використовуються для церемонії Монді, за традицією карбувалися у стерлінговому сріблі, за винятком короткочасного зниження проби при  Генріху VIII і загального зниження проби срібних монет до 500-ї проби в 1920 році .
Стерлінговий стандарт срібла (925-а проба) був відновлений в 1947 році після прийняття Закону про карбування 1946 року . У 1971 році, коли сталася децімалізація  фунта стерлінгів, номінальна вартість монет Монді залишилася колишньою, один пенні монетами Монді прирівняний до «нового пенса».
Зображення королеви  Єлизавети II на звичайній монеті для обороту кілька разів змінювалося, але на монетах Монді все ще міститься той же самий портрет королеви роботи Мері Джиллік, який вперше з'явився на монетах 1953 року .

#### Ресурси Інтернету
- Сайт Королевського монетного дворц — Maundy money [Архівовано 22 лютого 2012 у Wayback Machine.](англ.)
- www.maundymoney.info Maundy [Архівовано 12 лютого 2004 у Wayback Machine.](англ.)
- www.maundy.co.uk Maundy Sets and Memorabilia [Архівовано 31 січня 2022 у Wayback Machine.](англ.)